# Héritage Montréal
 (mai 2021).
Si vous disposez d'ouvrages ou d'articles de référence ou si vous connaissez des sites web de qualité traitant du thème abordé ici, merci de compléter l'article en donnant les références utiles à sa vérifiabilité et en les liant à la section « Notes et références ».

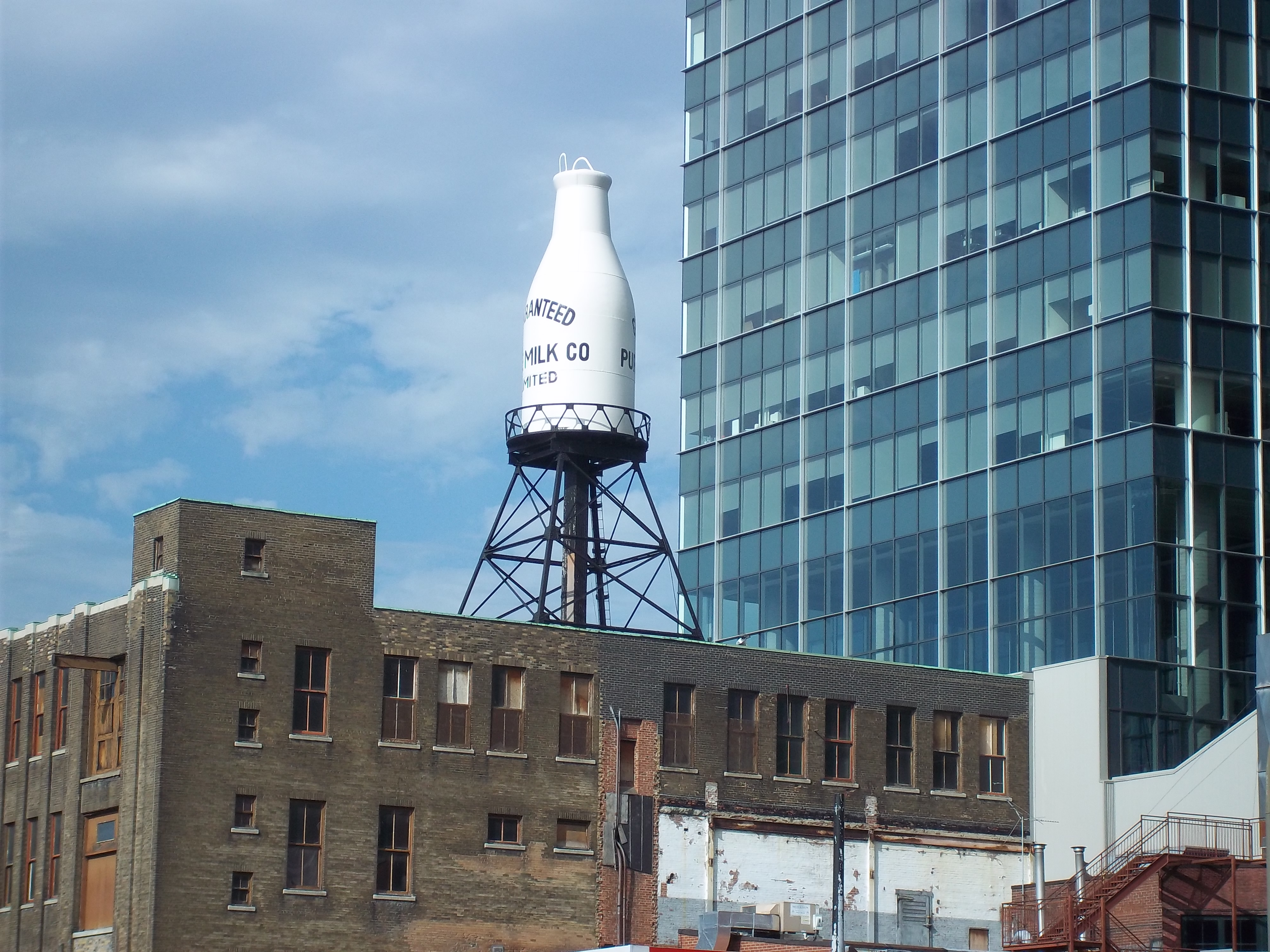
Héritage Montréal a, entre autres, lutté pour la conservation de la Pinte de lait Guaranteed Pure Milk

Fondé en 1975, Héritage Montréal œuvre à promouvoir et à protéger le patrimoine architectural, historique, naturel et culturel du Grand Montréal. Au cœur d’un vaste réseau de partenaires, Héritage Montréal, un organisme privé sans but lucratif, agit par l’éducation et la représentation pour faire connaître, mettre en valeur et préserver l’identité et les spécificités de Montréal.
En mettant en perspective la conservation du bâti ancien et les objectifs de développement durable, Héritage Montréal rappelle que "le bâtiment le plus vert est celui qui existe déjà".

## Histoire
Cette organisation a été fondée en 1975, sur l'initiative de Phyllis Lambert, pour aider les groupes comme Sauvons Montréal.

## Mission
La mission d'Héritage Montréal se résume en 7 volets:
- Faire connaître le patrimoine et défendre sa protection auprès de tous les milieux,
- Conscientiser et conseiller tout décideur dont les actions affectent le patrimoine,
- Aider les acteurs publics et privés à se doter d’outils adéquats pour la protection,
- Veiller au bon usage et au développement de ces outils ainsi qu’à la mise en valeur du patrimoine,
- Apporter un regard critique fondé sur la connaissance et l’expertise,
- Rassembler, mobiliser et concerter les intérêts,
- Maintenir une organisation permanente, efficace et fiable.